# Anepsion hammeni
Anepsion hammeni là một loài nhện trong họ Araneidae.
Loài này thuộc chi Anepsion. Anepsion hammeni được Pater Chrysanthus miêu tả năm 1969.